# النهار لايف
النهار نور هي قناة اجتماعية دينية تابعة لـ شبكة تليفزيون النهار، تواكب كل ما هو جديد ومتطور وتعد مصدر رئيسي لتوصيل الفكر الوسطي لكل بيت في مصر والدول العربية، والقناة تعرض نخبة من البرامج التي تهم الأسرة العربية بجانب برامج دينية تناسب كافة الثقافات وتؤكد على الهوية المصرية واستعادة الأخلاق وبالإضافة أن القناة تفتح أبوابها للمقرئين المصريين من كل الأجيال والعمل على توفير مواقيت الصلاة لكل المحافظات بما في ذلك حلايب وشلاتين ورفح وتوشكى وغيرها على شاشتها بجانب 3 مدن عربية هي مكة المكرمة والمدينة المنورة والقدس.

## برامج النهار نور
- برنامج الله يفتح عليك تقديم الشيخ محمود عواض وهو برنامج لتعليم القرآن الكريم
- برنامج كلام الناس تقديم مهند السادات وهو برنامج لمناقشة القضايا الفقهية
- برنامج أحاديث إمام الدعاة تقديم الشيخ محمد متولي الشعراوي
- برنامج جنود صائمين وهو برنامج كارتوني
- برنامج كليم الله وهو برنامج كارتوني
- برنامج العلم والإيمان تقديم الدكتور مصطفى محمود
- برنامج فن الحياة تقديم الداعية مصطفى حسني - ويذاع على قناة النهار أيضًا
- برنامج حروف من ذهب وهو برنامج قصير عن الخطوط العربية
- برنامج أكلة في السريع وهو برنامج يختص بعرض مهارات وفنون المرأة المصرية في الطبخ
- برنامج قصص الحيوان في القرآن تقديم الفنان يحيى الفخراني وهو برنامج كارتوني إذاعي يحكي قصص الحيوان في كتاب الله العزيز لتنمية مهارات الطفل في شكل كارتون لتساهم في ترسيخ قيم معينة للأطفال
- مسلسل أبو حنيفة النعمان
- برنامج عصام والمصباح 3 وهو برنامج كارتوني تقديم مصطفى قمر - ويذاع على قناة النهار أيضًا
- برنامج دكتور نور وهو برنامج طبي لشرح كل ما يخص صحة العائلة
- برنامج إسلوب حياة تقديم مي القاضي والبرنامج يهدف للوصول بالناس لمعنى الآية الكريمة {يريد الله بكم اليسر} و مساعدتهم للوصول للسعادة والسلام الداخلي
- برنامج 30 يوم تقديم الشيخ أسامة الحديدي
- برنامج قواعد العشق تقديم محمد عوض المنقوش
- برنامج إعلام المربين تقديم الشيخ محمود عابدين
- برنامج نور بيوتنا تقديم نهى أبو ستة وهو برنامج خاص بالمرأة وبصحة الأطفال والأكل الصحي وكل ما يهم يوميات المرأة
- برنامج المصري بأخلاقه تقديم يوسف عادل وهو برنامج يتحدث عن خُلق مهم للمجتمع من نظرة اجتماعية بحتة للمصري سواء للمسلم أو للمسيحي
- برنامج الـنهار.. ده تقديم دعاء عامر وهو برنامج مجتمعي ديني - ويذاع على قناة النهار أيضًا

## وصلات خارجية
لا توجد روابط لمواقع التواصل الاجتماعي.